# Boulevard Montmartre
Boulevard Montmartre este unul din marile bulevarde pariziene. Realizarea sa a fost finalizată în 1763.
În 1851 a fost expus acolo lingoul de aur al celebrei loterii a lingourilor de aur, care a ocupat spații largi în cronica politică a timpului.
Contrar a ceea ce-i sugerează numele, el nu este situat pe dealul Montmartre (Paris), ci reprezintă o prelungire înspre est a bulevardului Haussmann și prelungește, de asemenea, boulevard des Italiens începând de la intersecția Richelieu-Drouot.

## Clădiri memorabile

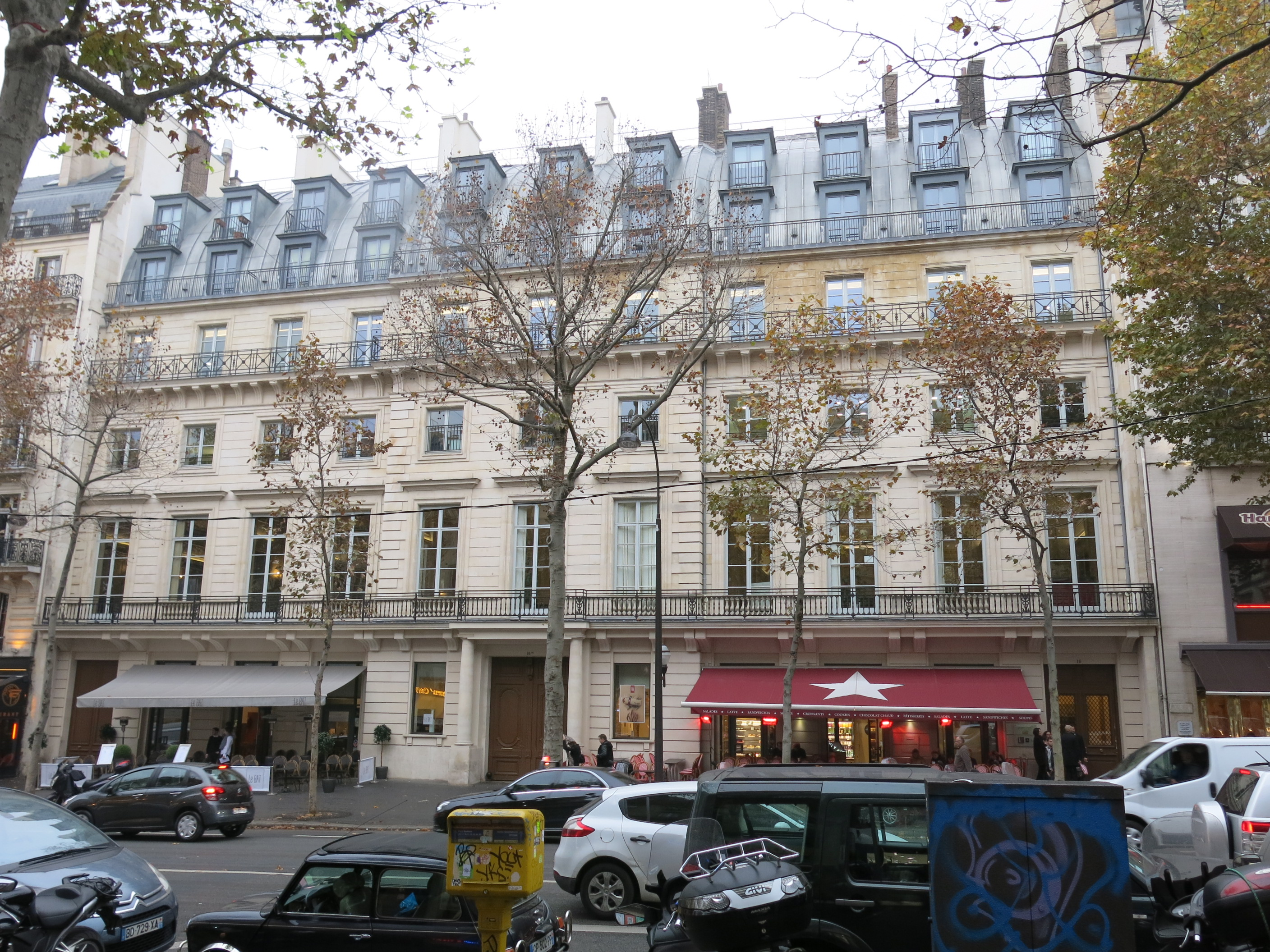
L'hôtel de Mercy-Argenteau în 2010

- nr. 5: locuința fotografului Édouard Buguet la momentul arestării sale în 1875.
- nr. 7: Théâtre des Variétés. Fațada și holul central sunt clasificate ca monumente istorice începând din 30 septembrie 1974.[1]
- nr. 10: 
  - Musée Grévin. Sala de teatru este înscrisă pe lista monumentelor istorice din 23 noiembrie 1964.[2]
  - În decembrie 1825 Gioachino Rossini a locuit o perioadă într-un apartament de pe boulevard Montmartre 10. François-Adrien Boieldieu locuia în apartamentul de deasupra celui al compozitorului italian.
- nr. 10-12 : Pasajul Jouffroy. Pasajul este înscris pe lista monumentelor istorice începând din 7 iulie 1974.[3] La această adresă s-a aflat magazinul comerciantului de obiecte de artă Adolphe Goupil (1806-1893).
- nr. 12: „Petit-Casino”, construit în 1893 pe fostul amplasament al Bazarului oriental și al Teatrului Séraphin, care și-au încetat activitatea în 1948.
- nr. 11-13: Passage des Panoramas et galeries annexes (galeries Feydeau, Montmartre, Saint-Marc, galerie des Variétés, ancienne boutique du graveur Stern). Aceste pasaje și galerii au fost înscrise pe lista monumentelor istorice în 7 iulie 1974 și 10 iulie 2009.[4]
- nr. 14 : locuința Carolinei Rémy, cunoscută sub numele de Line și apoi de Séverine, secretara lui Jules Vallès. Sediul ziarului La Libre Parole al lui Edouard Drumont din 1892 până în 1900. Marea braserie parizienă Maxéville ocupa parterul și primul etaj. Un celebru impostor englez, dr. McLaughlin, pretindea că tratează lumbago într-un mod miraculos.[5] Clădirea a fost distrusă în 1934 și reconstruită în stil Art Nouveau.[6]
- nr. 16: Hôtel de Mercy-Argenteau. Decorațiunile de secol XVIII ale marelui salon pătrat și ornamentele decorative sculptate în secolul al XIX-lea în vechea sufragerie de la primul etaj al clădirii sunt considerate monumente istorice, începând din 11 aprilie 1958. Clădirea-însăși a fost înscrisă pe listă în 6 august 1975.[7]

Fotograful Jean Reutlinger s-a născut acolo în 1891.

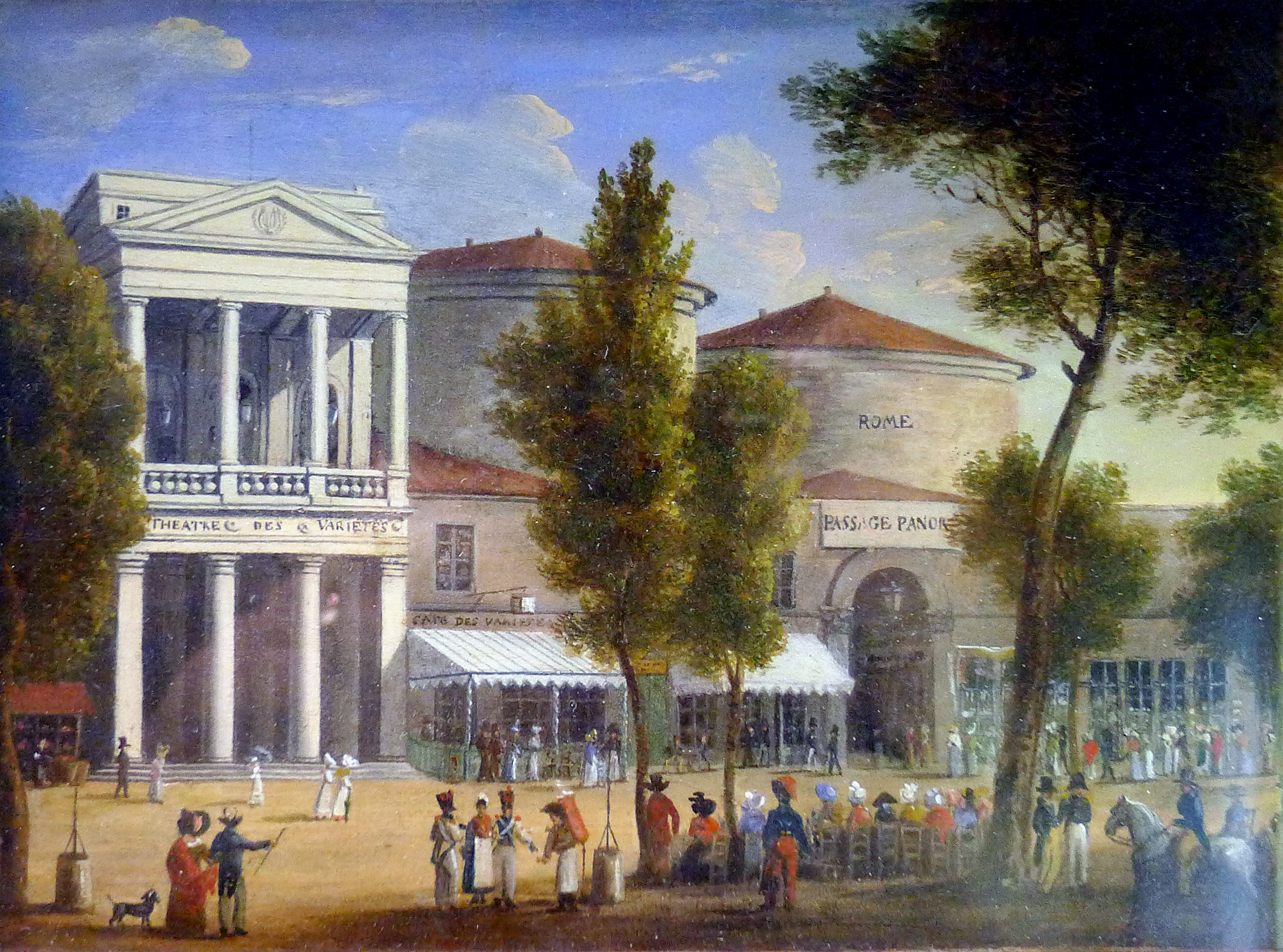
Bulevardul Montmartre cu Théâtre des Variétés și Passage des panoramas, aprox. 1820 - Muzeul Carnavalet.

### Despre Hôtel de Mercy-Argenteau
- Michel Gallet (1995). Les Architectes parisiens du XVIIIe siècle. Paris: Éditions Mengès. ISBN 978-2-85620-370-5. Parametru necunoscut |subtitle= ignorat (ajutor); Parametru necunoscut |pagini totale= ignorat (ajutor); Parametru necunoscut |isbn10= ignorat (ajutor); Parametru necunoscut |passage= ignorat (posibil, |pages=?) (ajutor)
- „Commission du Vieux Paris - Séance du 27 novembre 2008” (PDF). p. 6. Accesat în 9 ianuarie 2010.[nefuncțională]